# Abborrtjärnen (Nedertorneå socken, Norrbotten)
Abborrtjärnen är en sjö i Haparanda kommun i Norrbotten och ingår i Sangisälvens huvudavrinningsområde.